# Trigonophasmus spathiipennis
Trigonophasmus spathiipennis är en stekelart som beskrevs av Per Abraham Roman 1924. Trigonophasmus spathiipennis ingår i släktet Trigonophasmus och familjen bracksteklar. Inga underarter finns listade i Catalogue of Life.